# Владимир Хоровиц
Владимир Самојлович Хоровиц (енгл. Vladimir Samoylovich Horowitz, хебр. ולדימיר הורוביץ‎, рус. Владимир Самойлович Горовиц; Кијев, 1. октобар 1903 — Њујорк, 5. новембар 1989) био је руско-амерички пијаниста и композитор. Његова техника је била легендарна. Био је један од највећих пијаниста двадесетог века.

## Живот и рана каријера
Владимир Хоровиц је рођен у Кијеву, у Руској Империји. Неки извори тврде да је Хоровиц рођен у Бердичеву, али његова крштеница говори да је рођен у Кијеву. Био је најмлађе од четири детета Самуила Хоровица и Софије Бодик. Самуил је био инжењер и продавац електромотора за немачке произвођаче. Владимиров деда, Јоаким, био је трговац. Владимир је рођен 1903. године, али његов отац је тврдио да је рођен 1904. године не би ли избегао војну обавезу и тиме сачувао прсте.
Прве часове клавире му је држала његова мајка, која је и сама била пијаниста. Године 1912. примљен је у Кијевски конзерваторијум, где су га учили Владимир Пучалски, Сергеј Тарновски и Феликс Блуменфелд. Први соло концерт одржао је у Харкову 1920. године.
Владимирова слава расте, па он ускоро креће на турнеју по Русији. Сезоне 1922—1923, одржао је 23 концерта са једанаест различитих програма само у Петрограду. Упркос успеху, Хоровиц је желео да буде композитор, али је одустао од тога како би помогао његовој породици која је изгубила своје поседе током Руске револуције.
Децембра 1925. године, Хоровиц је кренуо на запад, наводно да би учио са Артуром Шнабелом. Имајући намеру да се не врати, пијаниста је уштедео новац како би финансирао своје прве концерте на западу.

## Каријера на западу
Дана 18. децембра 1925. године, Хоровиц је први пут наступио ван своје земље, у Берлину. Касније је свирао у Паризу, Лондону и Њујорку. Хоровиц је изабран од стране совјетских власти да представља Украјину на оснивању Међународног такмичења у част Шопена. Ипак, Хоровиц је одлучио да остане на западу и да не учествује.
Први Владимиров наступ у САД-у био је 12. јануара 1928. године у Карнеги холу. Свирао је Концерт за клавир и оркестар бр. 1 - Чајковски под вођством сер Томаса Бичама. Концерт је био одличан, публика је била задовољна. Тада је показао своју велику способност да задиви публику. Године 1933, свирао је по први пут са диригентом Артуром Тосканинијем. Изводили су Концерт за клавир и оркестар бр. 5 Лудвига ван Бетовена. Он и Тосканини су пуно пута изводили заједно, на сцени и на снимањима. Хоровиц је постао амерички држављанин 1944. године.
Упркос пријемима на концертима, Хоровиц је постао све више несигуран у своје пијанистичке способности. У неколико наврата, морали су га молити да изађе на сцену. Неколико пута, повлачио се са јавних наступа - током 1936—1938, 1953—1965, 1969—1974 и 1983—1985 гоидне. Након повратка 1965. године ретко да је имао соло концерте. Свој телевизијски концерт имао је 22. септембра 1968. у Карнеги холу. Концерт је снимала телевизија _{“CBS”}-.

### Снимци
Прво грамофонско снимање било је у Америци 1928. године за RCA Victor. Прво снимање у Европи било је 1930. године када је свирао Рахмањиновов Концерт за клавир бр. 3 са Албертом Коатесом и Лондонским симфонијским оркестром. Током 1936, Хоровиц је наставио да снима соло репертоар, укључујући познату Листову сонату у h-moll-у. Од 1940.. Хоровиц је најчешће снимао у САД. Исте године, снимио је Брамсов Концерт за клавир бр. 2, и 1941.., Чајковсков Концерт за клавир бр. 1, заједно са NBC-овим симфонијским оркестром под вођством Тосканинија. Године 1959, издавачка кућа RCA Victor је издала изведбу Концерта за клавир и оркестар бр. 1 Чајковског из 1943. године који је уврштен у Грамијеву кућу славних. Током другог периода неизвођења, који је почео 1953. године, снимио је неколико плоча у својој кући у Њујорку. Први Владимиров стерео-снимак снимљен је 1959. године - сонате за клавир Лудвига ван Бетовена.
Године 1962, снимао је Columbia Records. Најпознатији су његови снимци из 1965. и 1968. године. Наставио је да снима студијске албуме. Снимак Шуманове Крајслеријане из 1969. је награђен са Prix Mondial du Disque.
Током 1975. године Хоровиц је наставио да снима за RCA Victor све до 1982. године. Са Дојче грамофоном је потписао уговор 1985. године и снимао студијске и уживе концерте све до 1989. године. Тада је снимио Моцартов Концерт за клавир и оркестар бр. 23. Четири документарца су снимљена у том периоду, укључујући телевизијски пренос концерта из Москве 20. априла 1986. године. Последњи снимак начињен је за Sony, четири дана пред смрт. Овај снимак садржао је репертоар који Владимир Хоровиц никада није пре тога снимио.
Сви снимци су издавани и на компакт-дисковима, а поједини и по неколико пута. Након смрти пијанисте, издавани су снимци који никада нису јавно објављивани. Ови снимци укључују приватне снимке пијанисте начињене у периоду од 1945. до 1951. године.

### Приватан живот
Године 1933. на грађанској церемонији, Владимир се оженио ћерком диригента Тосканинија, Вандом. Иако је Хоровиц био јевреј, а Ванда католик, то није био проблем, а нити препрека. Њихов примарни језик споразумевања био је француски, јер је Ванда знала мало руског, а Владимир је знао врло мало италијанског. Имали су једну ћерку, Соњу Тосканини Хоровиц (1934—1975). Никада није откривено од чега је умрла.

### Последње године
Године 1985, Хоровиц није више узимао лекове нити пио алкохол. Тада се одлучио да се врати на сцену. Прво појављивање није било на сцени већ у документарцу Владимир Хоровиц: Последњи романтичар.
Године 1986, Владимир је објавио да ће се вратити у Совјетски Савез први пут од 1925. године и одржати концерте у Москви и Лењинграду. У новој атмосфери комуникација и разумевања између СССР-а и Сједињених Америчких Држава, ови концерти виђени су као догађаји политичког и музичког значаја. Већина карата за концерт у Москви биле су резервисане за совјетску елиту, а само мало је било у слободној продаји. Компакт-диск под називом Хоровиц у Москви је објављен. Овај концерт је био уживо преношен.
Након концерта у Русији, Хоровиц је свирао и у неколико већих европских градова попут Берлина, Амстердама и Лондона. Касније те године, добио је Председничку медаљу слободе, највеће признање које цивил може добити од САД.
Последња концертна тура се одиграла у Европи у пролеће 1987. године. Видео-снимак једног од последњих јавних концерта, Хоровиц у Вечу, објављен је 1991. године. Последњи концерт био је у Хамбургу, 21. јуна 1987. године. Хоровиц је наставио да снима до краја живота.
Умро је 5. новембра 1989. године у 86. години, у Њујорку од инфаркта. Сахрањен је у породичној гробници Тосканинија у Милану.